# Tiếng Tonga
Tongan /ˈtɒŋən/ (tiếng Tongan: lea fakatonga) là một ngôn ngữ Nam Đảo được sử dụng tại Tonga. Đây là ngôn ngữ quốc gia tại Tonga. Tiếng Tonga là thành viên của Họ ngôn ngữ Polynesia thuộc ngữ tộc Malay-Polynesia trong ngữ hệ Nam Đảo.
Đây là một ngôn ngữ kết cấu động-chủ-tân (verb–subject–object). Tiếng Tonga là một trong nhiều ngôn ngữ thuộc nhánh Polynesia. Cùng với tiếng Niue, tiếng Tonga tạo thành nhóm ngôn ngữ Tonga.